# Картонената кутия
„Картонената кутия“ (на английски: The Adventure of the Cardboard Box) е разказ на писателя Артър Конан Дойл за известния детектив Шерлок Холмс. За първи път е публикуван през 1892 г. в списание „Странд“. Включен е в книгата „Мемоарите на Шерлок Холмс“, публикувана през 1894 година.

## Сюжет
Внимание:  Текстът по-долу разкрива сюжета на произведението (или части от него)!
Полицията разследва необичаен случай свързан с госпожица Сюзън Къшинг. Тя е получила по пощата ужасяваща колетна пратка, в която в морска сол са били поставени две човешки уши. Според полицията това е глупава шега на студенти по медицина, бивши наематели на госпожица Къшинг, които са били изгонени от нея заради непристойно поведение. Инспектор Лестрейд се обръща към Шерлок Холмс за помощ. Холмс, Уотсън и Лестрейд отиват при госпожица Къшинг, и инспектират кутията и нейното съдържание. Холмс заключава, че отрязаните уши са принадлежали на мъж и жена, и че това не е глупава шега, а жестоко двойно убийство. Холмс предполага също, че пратката вероятно е изпратена на госпожица Къшинг по погрешка.
При разговора им с госпожица Къшинг се оказва, че тя има още две сестри – Сара и Мери. Сара не е омъжена, а Мери е женена за Джим Браунър, който работи като стюард в голям пътнически параход. Преди известно време сестрите са живели заедно и задружно, но след това са се скарали и са престанали общуват помежду си.
Холмс започва енергично разследване по случая. Той предлага на Уотсън веднага да отидат при Сара Къшинг и на път за там изпраща телеграма. Когато приятелите пристигат у Сара Къшинг, се оказва, че тя има сериозно мозъчно заболяване и е възможно скоро да умре.
Холмс и Уотсън отиват в полицейския участък, където инспектор Лестрейд ги очаква с телеграма за Холмс. Холмс прочита телеграмата, обявява случая за разкрит, написва името на престъпника на бележка и я дава на Лестрейд.
По пътя към дома, Холмс разказва на Уотсън логиката на разсъжденията си.
Научавайки от Сюзън Къшинг, че сестра ѝ Сара е била в много приятелски отношения със семейство Браунър, а след това се е скарала с тях, Холмс предполага, че ужасният колет е бил предназначен именно за нея. Формата на едното отрязано ухо е много подобна на формата на ухото на Сюзън Къшинг, поради което Холмс заключава, че една от жертвите е Мери Къшинг. Освен това студентите не биха сложили ушите в груба сол. След като Холмс получава телеграма с поискани от него сведения за семейство Браунър – къщата им е затворена, а съпругът на Мери, Джим Браунър, е отплавал на кораб – детективът е убеден, че Браунър е убил жена си, както и любовника ѝ. Сара Къшинг най-вероятно е съпричастна по някакъв начин към тази драма и ужасяващият колет с надпис „За С. Къшинг“ е предназначен именно за нея, а не за сестра ѝ Сюзън. Объркването произтича от факта, че имената на сестрите започват с буквата „C“.
Полицията задържа Браунър и той откровено признава всичко, като напълно потвърждава предположенията на Холмс. Оказва се, че по времето докато Сара Къшинг е живяла с тяхното семейство, тя всячески се е домогвала до Браунър. Когато той отхвърля ухажването ѝ, тя решава да съсипе семейството му. Сара запознава сестра си Мери с мъж на име Алек Феърбеърн и те скоро стават любовници. Браунър проследява Феърбеърн и съпругата си, убива ги и двамата, а отрязаните им уши изпраща на Сара Къшинг.

## Адаптации
През 1923 г. разказът е екранизиран във Великобритания в едноименния филм с участието на Ейли Норууд в ролята на Холмс и Хюбърт Уилис в ролята на Уотсън.
Разказът е екранизиран през 1986 г. във Великобритания с участието на Джеръми Брет в ролята на Холмс и Едуард Хардуик като Уотсън. 